# Eburodacrys rufispinis
Eburodacrys rufispinis es una especie de escarabajo longicornio del género Eburodacrys, tribu Eburiini, subfamilia Cerambycinae. Fue descrita científicamente por Bates en 1870.

## Descripción
Mide 15-17 milímetros de longitud.

## Distribución
Se distribuye por Bolivia, Brasil, Colombia, Guayana Francesa y Perú.